# Cyril Daxner

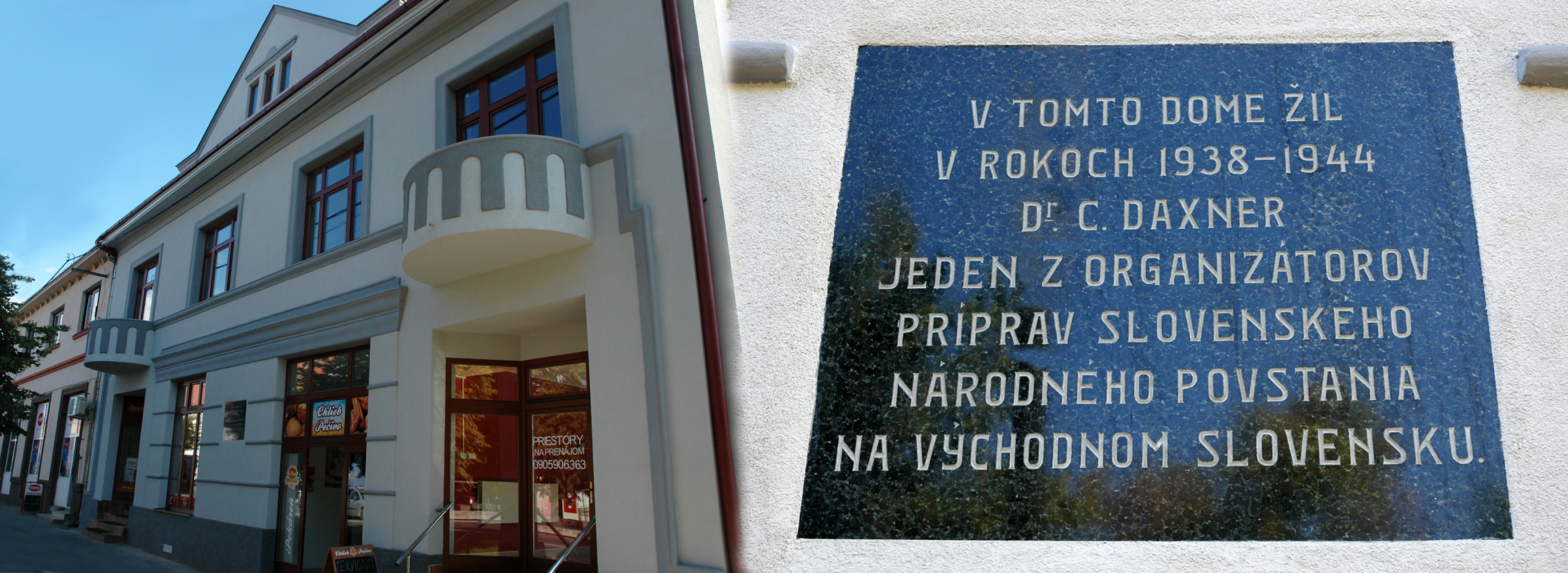
Dům Cyrila Daxnera ve Vranově nad Topľou a detail na pamětní desku

Cyril Daxner (20. července 1904, Tisovec – 7. června 1945, Bratislava) byl slovenský právník, důstojník, novinář, národní a křesťanský aktivista, účastník Malé války, organizátor Slovenského národního povstání na východním Slovensku.

## Rodina
Otec byl Ivan Daxner (1860–1935), který měl přímou spoluúčast na vytvoření Československé republiky a byl tajemníkem Slovenské ligy. Dne 22. října 1915 podepsal Clevelandskou dohodu, tedy jeden z dokumentů vedoucích ke vzniku Československé republiky.
Dědeček Štefan Marko Daxner (1822–1891) byl spoluzakladatel Matice slovenské, jeden z představitelů Slovenského povstání 1848–1949 a tvůrce politického programu aktuálního až do roku 1918. Zapsal se do dějin jako obránce Evangelické církve augsburského vyznání před maďarizací v župách Gemer a Honte.
Pradědeček Karol Kuzmány (1806–1866) byl spisovatel, novinář a teolog, 1. historický místopředseda Matice slovenské a superintendent Evangelické církve augsburského vyznání.
Mezi příbuzné patří i Janko Jesenský (1874–1945) spisovatel, politik a první slovenský nositel titulu národní umělec, a také Juraj Janoška (1882–1945), župan Novohradské župy a v letech 1925–1929 předseda Slovenské národní strany, účastník SNP, který zemřel tragicky v roce 1945.

## Životopis
Cyril Svetozár Daxner se narodil 20. července 1904 v Tisovci. Už v dětství projevoval zájem o národní věci. Maturoval na Gymnáziu v Martině a pokračoval ve studiu práva na Univerzitě Komenského v Bratislavě. Po získání doktorátu z práva pracoval také jako redaktor Národních novin v Martině.
Význam Cyrila Daxnera je ve třech oblastech: v aktivní účasti v bojích během Malé války (1939), v organizaci SNP na východním Slovensku a v kulturní i církevní stopě, kterou zanechal v hornozemplínské oblasti. Vojenskou prezenční službu totiž vykonával jako důstojník dělostřelectva ve městě Vranov nad Topľou. Po složení advokátní zkoušky zde v roce 1934 otevřel kancelář.

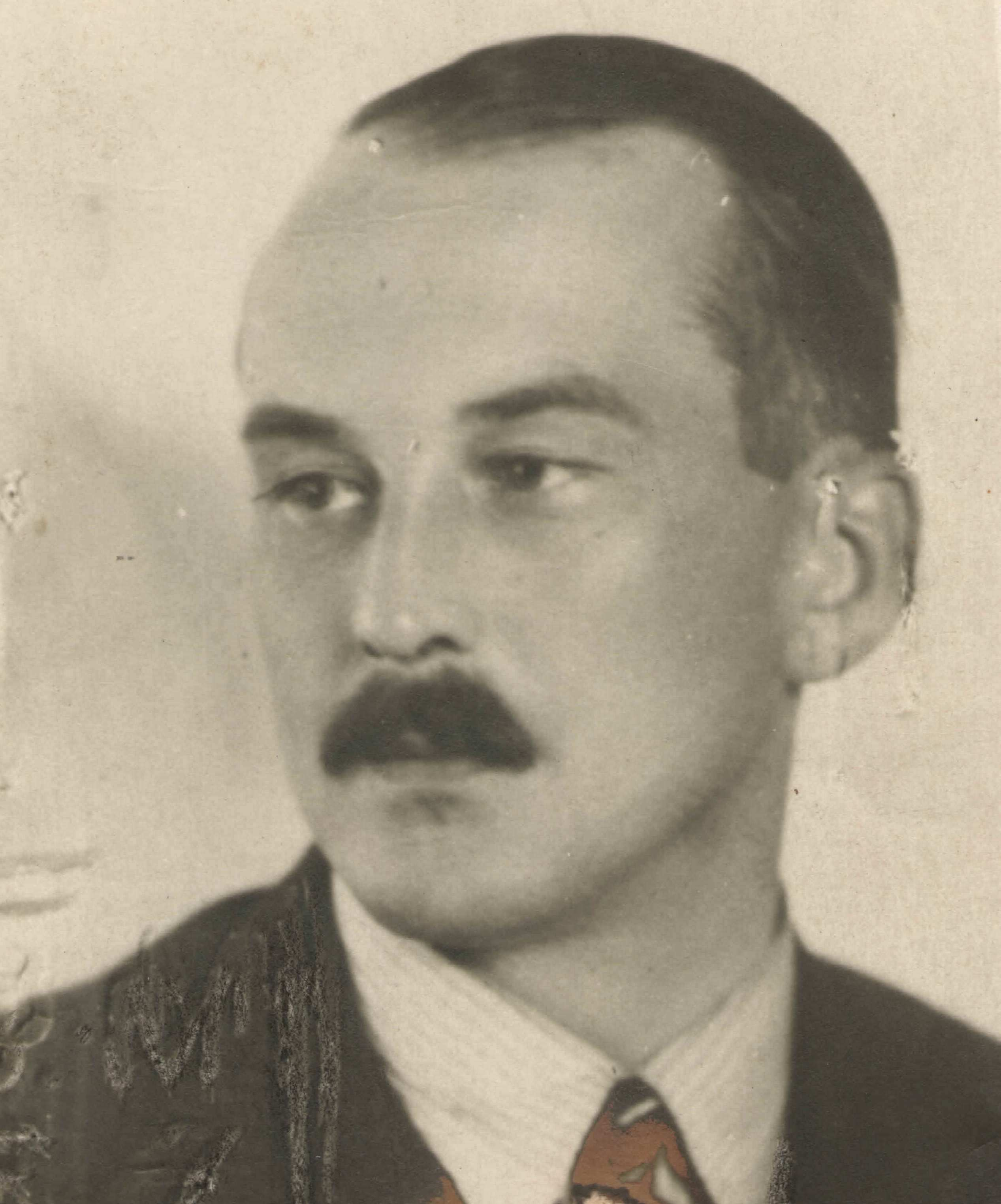
Cyril Daxner

Cyril Daxner byl známý originálními názory, společenským, církevním životem, advokátní praxí a pomocí obyčejným lidem. Jeho jméno je v regionu stále známé. Všímal si i evropského politického dění, v čemž mu napomáhaly jazykové znalosti. Ovládal ruštinu, maďarštinu a němčinu. Cyril Daxner nepatřil k žádnému politickému seskupení a jeho jedinou prioritou byla obrana národních práv Slováků. Byl jednoznačně proti nacismu a pangermanizmu.
V březnu 1939 po maďarském obsazení Podkarpatské Rusi se dobrovolně hlásil na velitelství v Prešově u Augustina Malára. Ten nasazoval na frontu narychlo sestavené slovenské jednotky lehkých tanků. Nadporučík dělostřelectva Cyril Daxner přijal velení nad útočnou vozbou slovenských obrněných vozidel proti postupujícím maďarským jednotkám. Během bojů osobně obsluhoval jedno obrněné vozidlo a po zásahu granátem jen o vlásek unikl smrti. Řadí se k hrdinům Malé války v roce 1939. K jeho skupině se přidávali i mladí dobrovolníci z prešovského telegrafního praporu. Cyril Daxner a jeho jednotka byli nasazeni do bojů v okolí Nižné Rybnice.
Později působil jako advokát v městě Vranov nad Topľou. Organizoval odboj a byl klíčovou postavou občanské rezistence na východním Slovensku s přípojkou na Bratislavu. Organizoval spojení s občanským skupinami v Humenném, Bardejově, Stropkově. Osobně se spolupracoval s Viliamem Žingorem a Ludvíkem Kukorellim. Na základě udání konfidenta ÚŠB byl prozrazen a 19. dubna 1944 zatčen spolu s manželkou. Od 15. května 1944 byl vězněn v Ilavě a později v Bratislavě. Gestapo ho v únoru 1945 odvleklo do koncentračního tábora Mauthausen-Gusen.
Po osvobození nemocný a podvyživený opustil lodí Rakousko a vrátil se do Bratislavy 24. května 1945. Pokusil se dostat k rodinnému příbuznému Janko Jesenskému, ale únavou usnul na ulici a z chladného počasí dostal zápal plic. Lékař prof. Sumba se ho snažil do poslední chvíle zachránit. Cyril Svetozár Daxner zemřel v nemocnici v Bratislavě na Hluboké cestě 7. června 1945 a je pohřben na hřbitově u Kozí brány.

## Ocenění
Roku 1945 byl in memoriam vyznamenán Československým válečným křížem 1939; roku 1946 in memoriam Řádem Slovenského národního povstání I. třídy.; v roce 1939 byl za bojové nasazení v Malé válce vyznamenán Medailí za hrdinství a Pamětní medailí za obranu Slovenska. Poslední dvě ocenění mu však odebral komunistický režim po roce 1948.

## Památky
V centru města Vranov nad Topľou byla v roce 1964 odhalena pamětní tabule na domě, kde žil a pracoval. V roce 2015 byla před evangelickým kostelem sv. Ducha ve Vranově nad Topľou odhalena jeho bronzová busta. Jeho památku uctila také Slovenská advokátní komora, Matice slovenská a Evangelická církev augsburského vyznání články věnovanými jeho životu a odkazu.